# Stazione di Mammiano
La stazione di Mammiano era lo scalo terminale della Ferrovia Alto Pistoiese, linea a gestione privata della Montagna Pistoiese, nel comune di San Marcello Pistoiese.

## Caratteristiche
Ubicata a monte dell'abitato provenendo da San Marcello, in un piazzale adiacente alla statale Pistoiese totalmente in sede propria. Era costituita da un imponente piano caricatore coperto con magazzino merci sul retro e di un fabbricato viaggiatori di modeste dimensioni. Era servita da due binari, biforcazione dell'unico binario di corsa, un binario tronco e un'asta di manovra terminale.

## Storia
Fu inaugurata il 21 giugno 1926, insieme all'apertura della ferrovia FAP, ed ha svolto servizio fino al 1956, quando la tratta San Marcello-Mammiano fu dismessa per gli alti costi di gestione. A fronte di un modesto traffico viaggiatori rispetto alla precedente stazione, dalla quale oltretutto si doveva procedere con un regresso per raggiungere Mammiano, si preferì infatti sostituirne il percorso con autobus extraurbani che avrebbero potuto continuare il percorso ben oltre l'ultima stazione. 
Con la chiusura della tratta fu ampliata la sede stradale della statale, fino ad allora parzialmente occupata dai binari.
L'area della stazione fu occupata da una carrozzeria con autolavaggio, tuttora aperta, mentre il fabbricato viaggiatori ospitò una concessionaria di automobili, uffici ed attualmente è sede locale del gestore del servizio idrico della Montagna pistoiese. Le condizioni delle strutture sono ottime.